# Visconde de São Gião
Visconde de São Gião é um título nobiliárquico criado por D. Carlos I de Portugal, por Decreto de 29 de Maio de 1890, em favor de João Rodrigues de Deus.
Titulares
1. João Rodrigues de Deus, 1.º Visconde de São Gião;
2. José Alexandre Rodrigues de Deus, 2.º Visconde de São Gião.